# Fionn O'Shea
Pour les articles homonymes, voir O'Shea.
Fionn O'Shea (né le 2 janvier 1997) est un acteur irlandais, surtout connu pour avoir joué Ned Roche dans le film Un beau petit diable (Handsome Devil, 2016) et Jamie dans la série télévisée Normal People.

## Biographie
O'Shea fréquente le Gonzaga College de Ranelagh puis la Visions Drama School (en) à Temple Bar, un quartier de Dublin.
En 2007, O'Shea fait ses débuts au cinéma dans le court métrage irlandais New Boy et reçoit une nomination à l'Oscar du meilleur court métrage en prises de vues réelles. En 2009, il fait ses débuts dans un long métrage, jouant un garçon orphelin dans A Shine of Rainbows. Entre 2009 et 2012, il apparait dans Roy, une série télévisée d'animation irlandaise et britannique pour enfants. En 2016, il interprète Ned Roche dans le film de comédie dramatique irlandais Un beau petit diable (Handsome Devil). 
Aux 15e Irish Film and Television Awards en 2018, il est nommé pour le Rising Star Award du meilleur acteur dans un rôle principal. En 2018, il participe à Hang Ups, une sitcom britannique. Toujours en 2018, il apparait dans Innocent, une mini-série télévisée britannique. En 2019, il joue un rôle de soutien dans le film dramatique Cœurs ennemis (The Aftermath). En 2020, il est Eddie dans Dating Amber et Jamie dans la série télévisée Normal People.

## Filmographie

### Cinéma

#### Longs-métrages
- 2009 : A Shine of Rainbows : un orphelin
- 2016 : Jadotville : William Reidy
- 2016 : Un beau petit diable : Ned Roche
- 2019 : Cœurs ennemis : Barker
- 2020 : Dating Amber : Eddie
- 2021 : Cherry : Arnold
- 2023 : Dance First de James Marsh

#### Courts-métrages
- 2007 : Le Nouveau : Seth Quinn
- 2008 : Hoor
- 2009 : The Mill : Conor
- 2009 : Free Chips Forever! : Tom
- 2018 : Earthy Encounters : Kyle

### Télévision
- 2009-2012 : Roy : Jack
- 2010 : Sauvez le père Noël ! (téléfilm) : Hamley
- 2010 : Jack Taylor : Peter Gannon
- 2014 : The Centre : Corky Kavanagh
- 2018 : Innocent : Jack (4 épisodes)
- 2018 : Hang Ups : Ricky Pitt (6 épisodes)
- 2020 : L'Écuyer du roi : Tristan (5 épisodes)
- 2020 : Normal People : Jamie (5 épisodes)
- À venir : Masters of the Air : Steve Bosser

## Récompenses et nominations
| Année | Prix                                            | Catégorie                                             | Travail nommé        | Résultat   | Ref.  |
| ----- | ----------------------------------------------- | ----------------------------------------------------- | -------------------- | ---------- | ----- |
| 2017  | FilmOut Festival du film LGBT de San Diego      | Meilleur acteur dans un long métrage (prix du public) | Un beau petit diable | Lauréat    | [ 3 ] |
| 2018  | Prix du cinéma et de l'art dramatique de l'IFTA | Acteur dans un rôle principal                         | Un beau petit diable | Nomination | ,     |
| 2018  | Prix du cinéma et de l'art dramatique de l'IFTA | Irish Film Board Rising Star Award                    | Un beau petit diable | Nomination | ,     |